# Freddy Thielemans

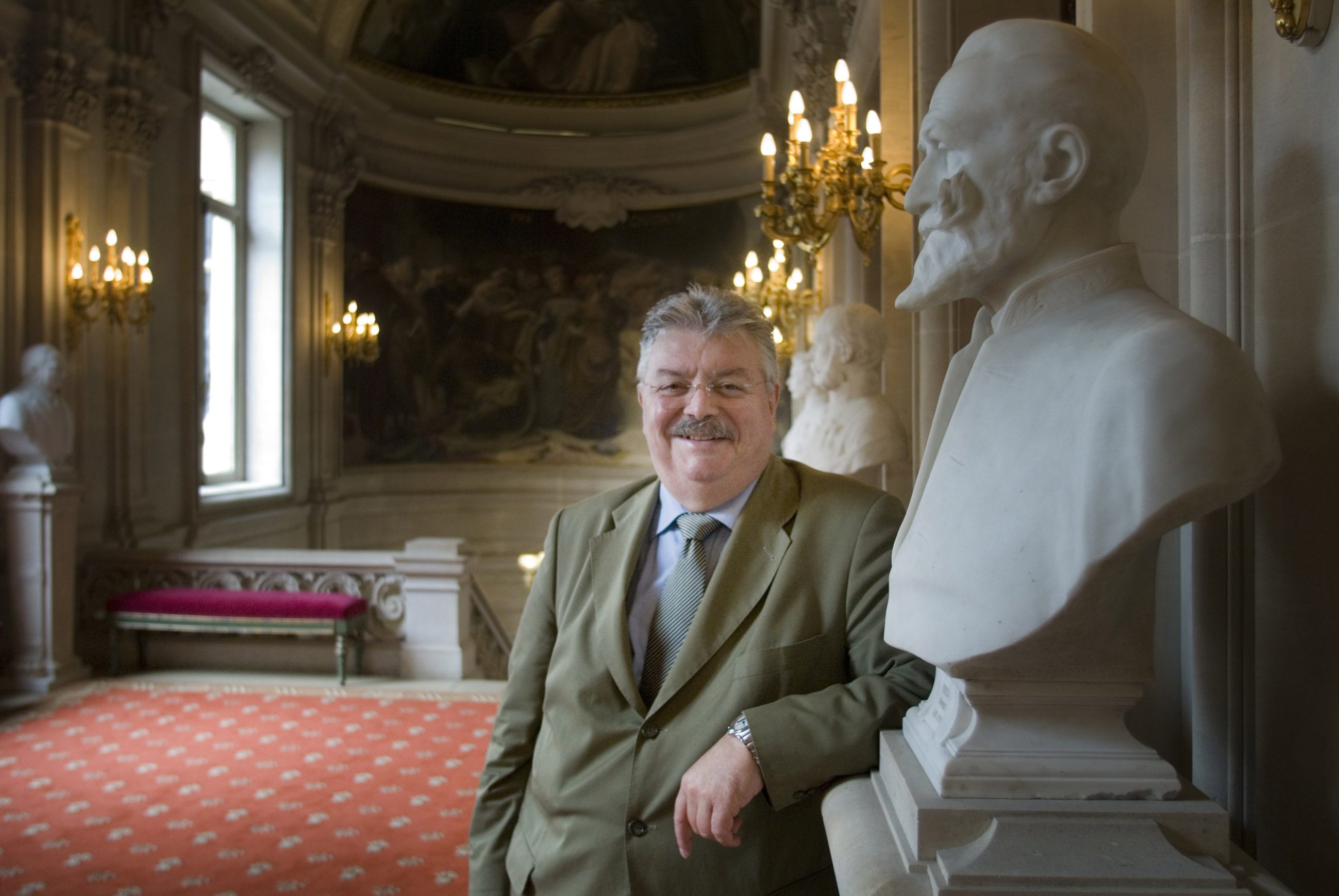
Freddy Thielemans (2006)

Freddy Thielemans (* 11. September 1944 in Laken; † 29. Januar 2022) war ein belgischer Politiker. Er gehörte der Sozialistischen Partei (PS) an und war von 2001 bis 2013 Bürgermeister der Stadt Brüssel.

## Leben
Thielemans studierte Handelswissenschaften und schloss sich der Sozialistischen Partei Belgiens an. Zu Anfang der 1980er Jahre arbeitete er als Dozent für germanische Sprachen in Brüssel, bis ihn 1983 der Brüsseler Bürgermeister Hervé Brouhon mit in die Stadtregierung aufnahm. 1994 war er kurzzeitig Nachfolger von Michel Demaret als Bürgermeister, wurde aber selbst bald darauf von François-Xavier de Donnea abgelöst.
In den Jahren 1995 bis 1999 war Thielemans Abgeordneter im Regionalparlament der Region Brüssel-Hauptstadt, anschließend Mitglied des Europäischen Parlaments. Im Jahr 2001 übernahm er erneut das Amt des Brüsseler Bürgermeisters; er folgte François-Xavier de Donnea im Amt nach. Ein wesentlicher Schwerpunkt seiner Arbeit als Stadtoberhaupt lag im Bereich Finanzen. Daneben initiierte er das Projekt Bruxelles-les-Bains/Brussel Bad, eine seit 2003 jeden Sommer stattfindende Attraktion, die an das Projekt Paris-Plages angelehnt ist.
Bekanntheit über Brüssel hinaus erlangte Thielemans, als er eine antiislamische Veranstaltung verschiedener rechtsgerichteter Organisationen verbot, die im September 2007 am Jahrestag der Terroranschläge am 11. September 2001 gegen eine „Islamisierung Europas“ demonstrieren wollten. „Mitglieder und Sympathisanten dieser Organisationen sind im Allgemeinen für ihr wenig friedliebendes Verhalten während solcher Veranstaltungen bekannt“ so Thielemans. Zudem befürchtete er heftige Reaktionen der muslimischen Bewohner der belgischen Hauptstadt.
Ulfkotte klagte gegen das Verbot und wurde hierbei vom belgischen Anwalt Hugo Coveliers vertreten, den ihm der Fraktionsvorsitzende der rechtspopulistischen Partei Vlaams Belang, Philip Dewinter, vermittelt hatte. Die Klage wurde am 30. August 2007 abgewiesen. Die wenigen Demonstranten, die sich über das Verbot hinwegsetzten, wurden von der Polizei vorläufig festgenommen. Unter den Verhafteten befanden sich auch führende Politiker der Vlaams Belang wie Frank Vanhecke.
Ein Jahr später untersagte Thielemans abermals eine Kundgebung der Partei Vlaams Belang und der Organisation Steden tegen islamering („Städte gegen die Islamisierung“) anlässlich des siebten Jahrestages der Terroranschläge vom 11. September 2001 zum Schutz der öffentlichen Ordnung.